# Stadtrandsiedlung Buch
Die Stadtrandsiedlung Buch ist eine Ortslage im Berliner Ortsteil Karow des Bezirks Pankow.
Ihren Namen erhielt die Siedlung vom benachbarten Dorf Buch, das genauso wie Karow ein Ortsteil des ehemals kleineren Bezirks Pankow war. Ab 1986 gehörte der Ortsteil Karow mit der Stadtrandsiedlung zum Stadtbezirk Weißensee und ab 1990 zum Bezirk Weißensee.
Nach der Erschließung 1932 wurde das Areal überwiegend mit Doppelhäusern bebaut. Eine Schule und verschiedene Ladengeschäfte bildeten die Infrastruktur einer eigenständigen Siedlung. Das Dorfzentrum und der Bahnhof liegen ein bzw. drei Kilometer entfernt. Wurden die Straßen anfangs noch nach den örtlichen Gegebenheiten (wie Zum Kappgraben) oder nach verschiedenen Hühnerrassen benannt, änderte man ab 1934 diese teilweise in Namen aus der germanischen Mythologie (wie Nerthus- und Haduweg). Neue Straßen erhielten ebenfalls entsprechende Namen.
Die Siedlung liegt östlich der alten Berliner Ausfallstraße nach Buch, südlich der Bundesautobahn 10. Bis zum Ende der 1960er Jahre waren die anliegenden Flächen noch Ackerland, das seitdem in Etappen (Buch I, II und IV / Neu-Buch / Neu-Karow) mit Wohnhäusern bebaut wurde. Lediglich im Osten und Südosten blieb der Landschaftscharakter erhalten und die Felder sind Teil des Landschaftsparks Niederbarnim.